# Het apekot
Het apekot is een Nederlandstalig liedje van het Belgische collectief Vuile Mong en zijn Vieze Gasten uit 1974. Het is hun bekendste nummer.
Het lied vertelt op ironische wijze over iemand die zijn hele bestaan lang van het leven wil genieten, maar achtereenvolgens in de kindercrèche, de school, het leger, de fabriek en het bejaardentehuis belandt. Al deze plaatsen zijn volgens de zanger "een apekot". Aan het einde van het lied sterft het hoofdpersonage zonder ooit echt van het leven te hebben genoten. Het refrein van dit nummer, "inki pinki parlez-vous", is afkomstig uit een oud soldatenlied uit de Eerste Wereldoorlog (Three German Officers/Mademoiselle from Armentières/Inky Pinky).
Het nummer werd dankzij piratenzender Radio Mi Amigo meteen een nummer 1-hit in Vlaanderen nadat het in 1974 als ep-single bij DECCA (Fonior) was uitgebracht. De productie geschiedde door Roland Uyttendaele. De B-kant van de single was het liedje Bal maskee / Bob.
In 2012, tijdens de viering van 40 jaar Vuile Mong en de Vieze Gasten, brachten de kleinkinderen van Mong een eigen versie, Mijn opa is een Apekot.
Op 7 juni 2013 plaatste cobra.be de opname online van het straattoneel van Vuile Mong en Zijn Vieze Gasten op het Gentse SintPietersplein, dat exact 41 jaar geleden werd uitgezonden. In deze versie is een extra strofe te horen over het pensioenfeestje.